# 仁方站
仁方站（日语：／ Nigata eki */?）是位於廣島縣吳市仁方本町二丁目1番1號，西日本旅客鐵道（JR西日本）的吳線車站。車站編號為JR-Y18。
在國鐵時代，鄰近此站的仁方港中，設有前往瀨戶內海對面岸的堀江站（堀江棧橋）的航線。為仁堀航路的連接車站。在航線廢止後，連接至松山（堀江）的航線遷移至從阿賀港出發，該港口最近的車站是安藝阿賀站（吳·松山渡輪據點），但是吳·松山渡輪在2009年6月起廢止。

## 歷史

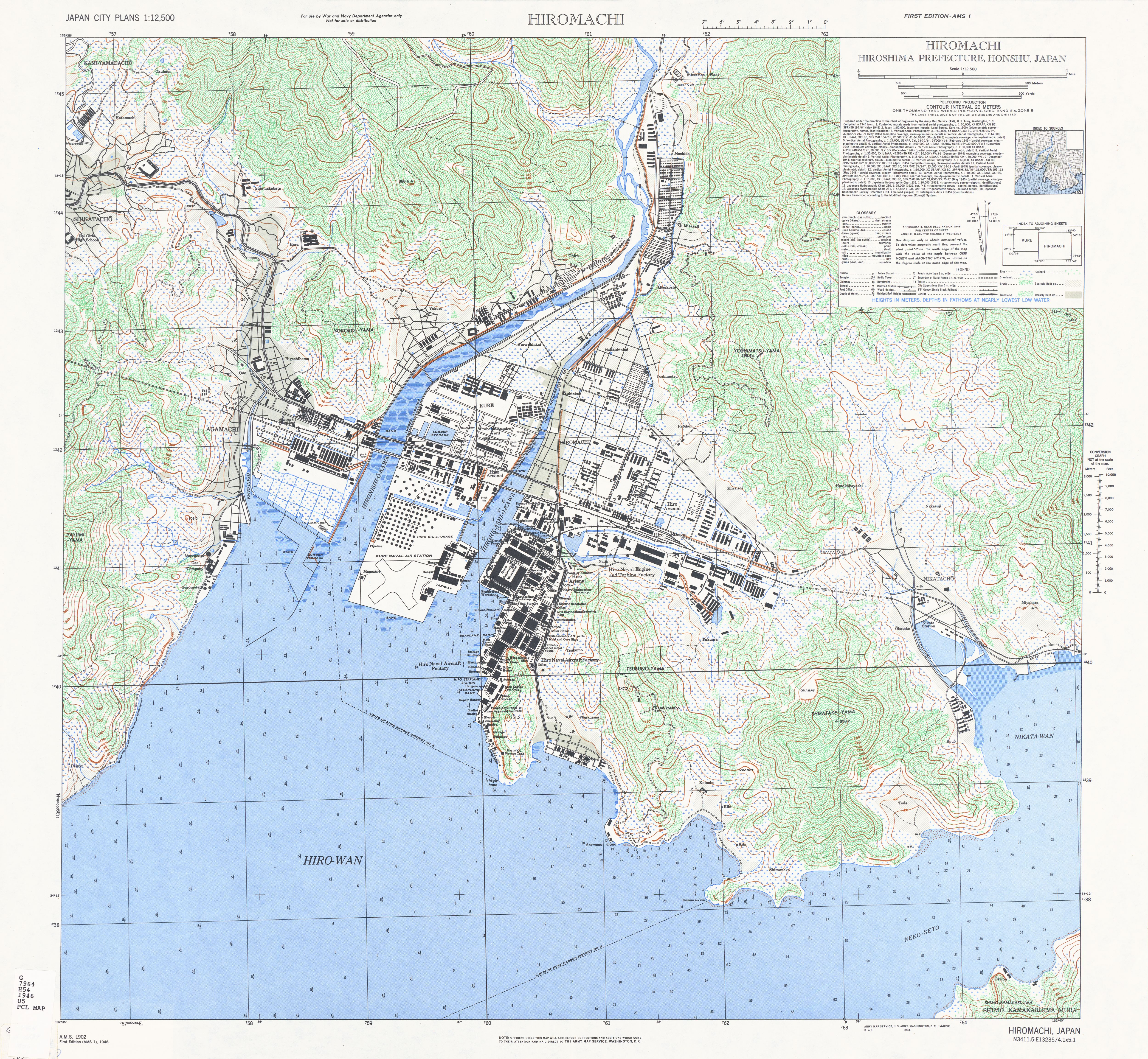
1945年由美軍製作的地圖。圖中"Nikata Station"是指此站，但是出現了串字錯誤。

- 1935年（昭和10年）11月24日 - 吳線三津內海站（現時：安浦站）至廣站之間開通，此站啟用。
- 1946年（昭和21年）5月1日 - 開設仁堀連絡船（日语：仁堀連絡船）。
- 1976年（昭和51年）6月1日 - 終止貨物起卸業務。
- 1982年（昭和57年）7月1日 - 仁堀連絡船廢止。
- 1987年（昭和62年）4月1日 - 伴隨國鐵分割民營化，車站由西日本旅客鐵道（JR西日本）營運。
- 1995年（平成7年）10月1日 - 此站由廣島分社（日语：西日本旅客鉄道広島支社）直轄變為由三原地域鐵道部（日语：三原地域鉄道部）管轄[1]。
- （日期不詳） - 此站變為業務委託車站，委托JR西日本廣島Maintec（日语：JR西日本広島メンテック）負責車站業務。
- 2003年（平成15年）10月1日 - 成為無人車站。
- 2006年（平成18年）3月18日 - 實施時間表修正，成為臨時快速「瀨戶內海景（日语：瀬戸内マリンビュー）」停車站。
- 2007年（平成19年）
  - 8月 - 車站內設置了可支援ICOCA的簡易IC卡閘機。
  - 9月1日 - 此站開始可以使用IC卡「ICOCA」。
- 2010年（平成22年）
  - 7月14日 - 因大雨使吳線內設有數處地方發生山泥傾瀉，三原站至吳站之間不能通行[2]。
  - 7月20日 - 安浦站至廣站之間重開[3][4]。
- 2011年（平成23年）3月12日 - 實施時間表修正，臨時快速「瀨戶內海景」通過此站[5]。
- 2016年（平成28年）
  - 6月22日 - 因大雨使此站至安藝川尻站之間發生山泥傾瀉，三原站至廣站之間不能通行[6]。
  - 6月29日 - 安浦站至廣站之間重開[7]。
- 2018年（平成30年）
  - 6月1日 - 隨著三原地域鐵道部（日语：三原地域鉄道部）廢止，此站由三原站管理[8]。
  - 7月5日 - 發生雨災使車站暫停營業[9]。
  - 10月14日 - 安藝川尻站至廣站之間重開[10]。

## 車站構造
車站是一座地面車站，設有2面2線的相對式月台，可進行列車交會。兩月台之間曾經設有跨線橋，截至2018年10月路線重開時，跨線橋停止使用，截至2018年12月過行拆毀工程（取而代之為使用吳市設置的行人天橋）。此站沒有自動閘機，但設有ICOCA專用讀卡機，使此站可使用ICOCA與其可互相使用的IC卡。此站設有廁所，為男女分開的濕廁。
此站是由三原站管理的無人車站。車站大樓位於三原方向月台側，在吳方向月台側也有出入口。自動售票機位於車站大樓內，在吳方向月台也設有自動售票機。

### 月台
| 月台 | 路線 | 上下行 | 方向           |
| ---- | ---- | ------ | -------------- |
| 1    | 呉線 | 上行   | 竹原、三原方向 |
| 2    | 呉線 | 下り   | 吳、廣島方向   |

## 使用狀況
以下為1日平均乘車人次：
| 年度               | 1日平均 乘車人次 |
| ------------------ | ---------------- |
| 1999年（平成11年） | 1,166            |
| 2000年（平成12年） | 1,007            |
| 2001年（平成13年） | 928              |
| 2002年（平成14年） | 909              |
| 2003年（平成15年） | 866              |
| 2004年（平成16年） | 817              |
| 2005年（平成17年） | 776              |
| 2006年（平成18年） | 763              |
| 2007年（平成19年） | 819              |
| 2008年（平成20年） | 821              |
| 2009年（平成21年） | 789              |
| 2010年（平成22年） | 771              |
| 2011年（平成23年） | 776              |
| 2012年（平成24年） | 739              |
| 2013年（平成25年） | 689              |
| 2014年（平成26年） | 641              |
| 2015年（平成27年） | 644              |
| 2016年（平成28年） | 629              |
| 2017年（平成29年） | 609              |
| 2018年（平成30年） | 486              |

## 車站周邊

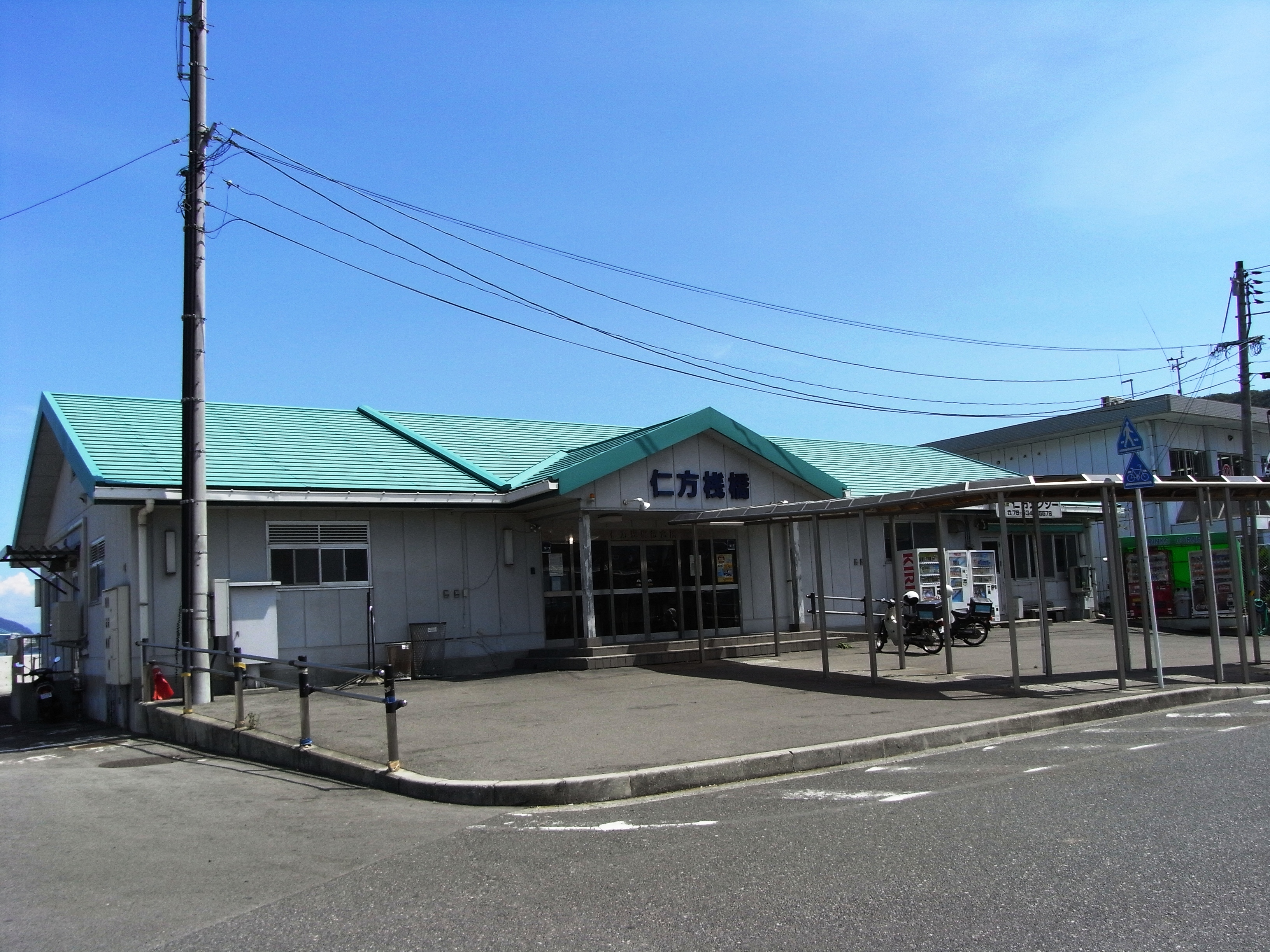
仁方棧橋（2008年7月24日）

- 仁方港
- 國道185號（日语：国道185号）
- 廣島縣道279號廣仁方停車場線（日语：広島県道279号広仁方停車場線）
- 廣島縣道261號仁方港線（日语：広島県道261号仁方港線）
- 吳市政廳仁方市民中心（分所）
- 吳市立仁方中學
- 吳市立仁方小學
- 若葉幼稚園
- 白鳩幼稚園
- 廣電巴士（日语：広電バス）、瀨戶內產交（日语：瀬戸内産交）、三陽巴士（日语：さんようバス）「仁方站前」巴士站
- 吳信用金庫（日语：呉信用金庫） 仁方分店
- JA吳 仁方親睦店
- TSUBOSAN FILE 總部工場

## 相鄰車站
西日本旅客鐵道（JR西日本）
 吳線
安藝川尻（JR-Y19）－仁方（JR-Y18）－廣（JR-Y17）

## 注腳
1. ↑  《データで見るJR西日本 2001》- 西日本旅客鐵道
2. ↑  . 中國新聞 (中國新聞社). 2010-07-17  [2020-12-16]. （原始内容存档于2010-07-21） （日语）.
3. ↑  2010年7月定例社長会見（日語）（截至2010年7月22日的互聯網檔案館存檔） - 西日本旅客鐵道新聞稿 2010年7月21日
4. ↑  . 鐵道畫刊 (鐵道畫刊社). 2010年10月号, 44 (10): 150–151 （日语）.
5. ↑  平成23年春の臨時列車についてPDF（日語） - 西日本旅客鐵道新聞稿 2011年1月21日
6. ↑   (PDF). 国土交通省. 2016-06-27  [2016-06-29]. （原始内容存档 (PDF)于2016-08-06） （日语）.
7. ↑   (PDF). 国土交通省. 2016-06-29  [2016-06-30]. （原始内容存档 (PDF)于2016-08-06） （日语）.
8. ↑  データで見るJR西日本2018 （页面存档备份，存于）（日語） p.203 - 西日本旅客鐵道
9. ↑   (PDF). 国土交通省. 2018-07-07  [2018-07-23]. （原始内容存档 (PDF)于2021-01-01） （日语）.
10. ↑  西日本豪雨および台風24号に伴う運転状況などについて（2018年10月16日時点）：JR西日本 （页面存档备份，存于）（日語）
11. ↑  吳市統計書

## 外部連結
- 仁方｜車站資訊：JR出門網 - 西日本旅客鐵道（日語）